# Grundloven 1915 (dokumentarfilm)
|  | Denne artikel er oprettet af botten Steenthbot ud fra en ekstern database. Den kan derfor have sproglige fejl eller mangler. Denne skabelon kan fjernes efter kontrol af indholdet. |

Grundloven 1915 er en dansk dokumentarisk optagelse fra 1915 instrueret af Julie Laurberg og Franziska Gad.

## Handling
Kvinder fik i 1915 i forbindelse med en grundlovsændring tildelt valgret på lige fod med mændene, og som markering heraf organiserede en række af kvindesagsorganisationerne, bl.a. Skandinavisk Kvindeforbund, et valgretsoptog den 5. juni. Her afleverede deputationen for kvindesagsforeningerne en adresse til regering og rigsdag, hvori der blev udtrykt værdsættelse af den nyerhvervede stemmeret. Debatten om valgret til kvinder havde stået på siden 1886. I 1908 fik kvinder tildelt kommunal valgret og altså i 1915 stemmeret til Folketing og Landsting i Rigsdagen på lige fod med mænd.

## Medvirkende
- Kong Christian X